# Swissolar
Swissolar ist der schweizerische Fachverband für Sonnenenergie. Er vertritt die Interessen der Solarenergiebranche und setzt sich für den Ausbau der Solarenergie ein.

## Geschichte
Swissolar ging 2006 aus den beiden Verbänden SOLAR (Schweizerischer Fachverband für Sonnenenergie) und Swissolar (Arbeitsgemeinschaft für Solarenergie) hervor. Der Fachverband SOLAR war 2002 in Bern gegründet worden. Er war aus dem deutschsprachigen SOFAS (Sonnenenergie Fachverband der Schweiz, gegründet 1978) und dem französischsprachigen PROMES (Association des professionnels Romands de l’énergie solaire, gegründet 1986) hervorgegangen. Die Arbeitsgemeinschaft Swissolar war 1994 als Dachorganisation im Bereich Solarenergie gegründet worden und hatte verschiedene Verbände aus den Bereichen Haustechnik, Energiewirtschaft und Solarenergie umfasst.

## Organisation und Ziele
Swissolar verfügt über rund 1300 Mitglieder, darunter die grössten in der Schweizer Solarbranche tätigen Unternehmen wie Trina Solar, Hoval, Basler&Hofmann, Ernst Schweizer Metallbau, Meyer Burger, Soltop, Helion Solar, Solstis und Kunz-Solartech. Der Verband hat eine Geschäftsstelle in Zürich sowie je eine Vertretung in der französisch- und italienischsprachigen Schweiz. Sein Präsident ist Jürg Grossen, Nationalrat und Präsident der Grünliberalen Partei der Schweiz glp. Swissolar wird offiziell von EnergieSchweiz, dem Bundesprogramm für erneuerbare Energien, unterstützt.
Der Verband verfolgt folgende Ziele:
- Ausbau der Solarenergie in all ihren Anwendungsbereichen.[4][5][6] Dazu zählen Photovoltaik, Solarwärme und Solararchitektur.
- Verbesserung der politischen Rahmenbedingungen und technologischen Voraussetzungen für die Nutzung der Solarenergie.
- Information der Bevölkerung über die Anwendungsmöglichkeiten der Solarenergie.
- Unterstützung seiner Mitglieder bei ihrem Marktauftritt.
- Förderung von Massnahmen zur Qualitätssicherung und zur Aus- und Weiterbildung im Bereich Solarenergie.

## Tätigkeit
Swissolar verfolgt seine politischen Ziele durch Lobbyarbeit. Insbesondere wird versucht, Einfluss auf den Gesetzgebungsprozess auszuüben. Swissolar war 2013 massgeblich daran beteiligt, den Bundesrat davon abzuhalten, die Fördermittel für erneuerbare Energien zu kürzen. Zudem ist dem Verband der Verein Pro Solar angegliedert, welcher sich durch Kampagnen und Petitionen für den Ausbau der Solarenergie einsetzt. Unter anderem forderte Pro Solar 2014 gemeinsam mit dem WWF und Greenpeace in einer Petition die Einführung einer Abgabe auf "Dreckstrom" aus fossilen Energiequellen. 2015 sammelte der Verein in 10 Tagen 10'000 Unterschriften gegen die Kürzung der Fördermittel für erneuerbare Energien.
Zur Unterstützung seiner Mitglieder betreibt der Verband eine Plattform für Fachinformationen, bietet Aus- und Weiterbildungskurse an und organisiert Fachtagungen. Um die Qualität in der Branche sicherzustellen, betreibt er das Label "Solarprofi". Zudem ist Swissolar Mitglied der Klima-Allianz Schweiz.